# Marmolata Mountain
Marmolata Mountain är ett berg i Kanada.   Det ligger i provinsen British Columbia, i den södra delen av landet, 3 100 km väster om huvudstaden Ottawa. Toppen på Marmolata Mountain är 2 776 meter över havet.
Terrängen runt Marmolata Mountain är huvudsakligen bergig, men åt sydost är den kuperad.Trakten runt Marmolata Mountain är nära nog obefolkad, med mindre än två invånare per kvadratkilometer.. Det finns inga samhällen i närheten. 
Trakten runt Marmolata Mountain består i huvudsak av gräsmarker.